# Iglesia de San Juan Evangelista (Alvanley)
La Iglesia de San Juan Evangelista está en el pueblo de Alvanley, Cheshire, Inglaterra. Es una iglesia parroquial anglicana activa en la diócesis de Chester, el arzobispado de Chester y el decanato de Frodsham. Su beneficio  está unido al de San Juan Evangelista, Manley. La iglesia está inscrita en la Lista del Patrimonio Nacional de Inglaterra como un edificio catalogado como de Grado II. Los autores de la serie "Edificios de Inglaterra" la describen como «un edificio de algún carácter».

## Historia
La iglesia fue construida en 1860 según un diseño de J. S. Crowther a expensas de Catherine Emma Arden, la hija menor de Richard Arden, primer barón Alvanley.

## Arquitectura

### Exterior
La iglesia está construida en arenisca roja con techos de pizarra gris a dos aguas en estilo de decoración temprana. Su plan consiste en una nave de cuatro bahías con pasillos norte y sur bajo techos separados, y un presbiterio con una sacristía norte. En el extremo oeste hay un campanario acanalado con un pequeño campanario que contiene dos campanas. Las ventanas contienen tracería geométrica o tracería en Y. Los hastiales tienen adornos ornamentales en forma de cruz. 

### Interior
Las arcadas se llevan en pilares circulares. Las vidrieras datan de principios del siglo XX, y es probablemente por Shrigley y Hunt. También en la iglesia hay una tabla de madera con la lista de curados desde 1677 y vicarios desde 1861.

## Características externas
En el cementerio hay dos tumbas que figuran en el Grado II,   y las tumbas de guerra de un soldado británico y un soldado canadiense de la Primera Guerra Mundial.